# Mantua (Utah)
Mantua es una localidad del condado de Box Elder, estado de Utah, Estados Unidos. Según el censo de 2000 la población era de 791 habitantes.

## Geografía
Mantua se encuentra en las coordenadas 41°29′51″N 111°56′32″O / 41.49750, -111.94222.
Según la oficina del censo de Estados Unidos, la localidad tiene una superficie total de 14,5 km². De los cuales 12,6 km² son tierra y 1,9 km² (13.21%) están cubiertos de agua.
- Datos: Q483588
- Multimedia: Mantua, Utah / Q483588